# Ixora triantha
Ixora triantha är en måreväxtart som beskrevs av Georg Ludwig August Volkens. Ixora triantha ingår i släktet Ixora och familjen måreväxter. Inga underarter finns listade i Catalogue of Life.